# Chetone eugenia
Chetone eugenia là một loài bướm đêm thuộc phân họ Arctiinae, họ Erebidae.